# خرمالو نامیبیا
خرمالو نامیبیا (نام علمی: Diospyros chamaethamnus) نام یک گونه از سرده خرمالو است.